# Camponotus maculatus
Camponotus maculatus  (лат.) — вид земляных муравьёв рода Camponotus из подсемейства формицины (Formicidae).

## Распространение
Афротропика, Мадагаскар, Юго-Восточная Азия (Вьетнам, Индонезия, Филиппины), Океания (Микронезия, Палау), Неотропика (Гваделупа, Тринидад), Палеарктика (Иран, Оман, Саудовская Аравия, Алжир, Эфиопия), США (Вашингтон, Гавайи, Орегон).

## Описание
Основная окраска тела (грудка и брюшко) желтовато-коричневая (грудь светлее, голова темнее, до чёрного), брюшко пятнистое. Среднего размера, рабочие и солдаты длиной около 1 см (рабочие от 8 до 12 мм, солдаты и самки до 2 см). Скапус усиков длинный, выходит за пределы затылочного края головы. Голова мелких рабочих вытянутая с почти параллельными боками, а у крупных солдат голова суживается кпереди. Мандибулы треугольные, крупные, собычно с семью и более зубцами на жевательном крае. Ноги тонкие и длинные. Передний край клипеуса с прямоугольной лопастью, которая выступает вперёд за передние углы головы. Грудь в профиль равномерно выпуклая. Проподеум без поперечного вдавления, округлый и без эпинотальных шипиков или зубцов. Характерен диморфизм рабочей касты: мелкие рабочие и крупные солдаты (в то время как среднеразмерные особи редки). Стебелёк между грудкой и брюшком состоит из одного членика (петиолюс), несущего вертикальную чешуйку.
Гнездятся в земляных муравейниках, фуражировка ночная. В составе секреции ядовитых желёз обнаружена муравьиная кислота HCOOH.
- Самка
- Самка сверху
- Голова малого рабочего
- Голова солдата (чёрная форма)
- Солдат сбоку
- Рабочий сбоку
- Самец сбоку (чёрная форма)
- Самец сбоку (светлая форма)
- Голова самца

## Систематика
Вид был впервые описан из Египта в 1782 году энтомологом Fabricius под первоначальным названием Formica maculatus Fabricius, 1782 по рабочей касте из Западной Африки. Самки и самцы были описаны в 1862 году Густавом Майром и тогда же вид включён в состав рода Camponotus. В 1912 году швейцарский мирмеколог Огюст Форель включил вид в состав подрода C. (Myrmoturba), а в 1925 году итальянский мирмеколог Карло Эмери включил вид в состав подрода C. (Tanaemyrmex) вместе с такими видами как Camponotus turkestanus, Camponotus aethiops, Camponotus xerxes и Camponotus fedtschenkoi. 
Включён в состав видовой группы и комплекса Camponotus maculatus species complex.
Предполагается, что название вида Camponotus maculatus происходит от латинского слова macula (= пятнистость или пятно) из-за пятен на груди и брюшке.

### Список подвидов
В составе вида было описано около сотни подвидовых таксонов, большинство из которых сведено в синонимы, а 39 возведены до самостоятельного видового статуса.
- Camponotus maculatus foveolatus Stitz, 1925
- Camponotus maculatus obfuscatus Viehmeyer, 1916
- Camponotus maculatus subnudus Emery, 1889
- Camponotus maculatus sylvaticomaculatus Dalla Torre, 1893
- Camponotus maculatus ugandensis Santschi, 1923